# Sebastian Pereira
Sebastian Rafael Dias Pereira (ur. 17 lipca 1976) – brazylijski judoka. Olimpijczyk z Atlanty 1996, gdzie zajął piąte miejsce w wadze lekkiej.
Brązowy medalista mistrzostw świata w 1999 i piąty w 1995; uczestnik zawodów w 1997 i 2001. Startował w Pucharze Świata w latach 1996-2000 i   2002. Brązowy medalista igrzysk panamerykańskich w 1999. Triumfator igrzysk Ameryki Południowej w 2002. Złoty medalista mistrzostw panamerykańskich w 1996 i srebrny w 1997. Zdobył cztery medale mistrzostw Ameryki Południowej. Trzeci na igrzyskach wojskowych w 1999. Wygrał wojskowe MŚ w 2000 i trzeci w 1997 roku. 

## Letnie Igrzyska Olimpijskie 1996
| Konkurencja | Eliminacje                  | Eliminacje           | Eliminacje           | Finały                | Finały              | Klas. końcowa |
| Konkurencja | Przeciwnik I                | Przeciwnik II        | 1/4                  | 1/2                   | o 3 miejsce         | Miejsce       |
| ----------- | --------------------------- | -------------------- | -------------------- | --------------------- | ------------------- | ------------- |
| 71 kg       | Christophe Gagliano (FRA) Z | Salim Abanoz (TUR) Z | Steve Corkin (NZL) Z | Kwak Dae-sung (KOR) P | Jimmy Pedro (USA) P | 5.            |